# Parsenasdates
Parsenasdates (em armênio: Պարշենազդատ; romaniz.: Paršenazdat) foi governador (marzobã) da Armênia, tendo governado em 613. Foi antecedido por Xaraiempete.  Ocupou a posição de parsaiempetes (parsayenpet, "aimbedes de Pérsis").